# Slaget ved Sinope
Slaget ved Sinope (eller Sinop) var et søslag under Krimkrigen. Slaget fandt sted 30. november 1853 ved Sinope, en havneby i det nordlige Tyrkiet. Russiske krigsskibe udslettede en osmannisk flåde af fregatter. Slaget var det første større slag i Krimkrigen.
Russiske og osmanniske skibe havde flere gange stødt sammen til havs, og osmannerne havde sendt flere flådestyrker på patrulje i Sortehavet. En af disse sluttede sig i Sinope til fregatten Kaid Zafer, der havde været en del af en tidligere patrulje. Den britiske ambassadør i Istanbul havde været imod at sende flådestyrker til Sinope, og derfor blev der kun sendt fregatter. Briterne og franskmændene støttede det Osmanniske Rige imod det Russiske Kejserrige, men ville ikke starte en krig. Da det blev klart, at der ville blive krig, håbede de at russerne ville starte den.
Den russiske flådestyrke under ledelse af admiral Pavel Nakhimov sejlede ind i havnen i Sinope i to linjer af tre skibe og ankrede op langs de osmanniske skibe. Russerne brugte effektive Paixhans kanoner til at ødelægge den osmanniske flåde. Slaget tog godt en time. Kun korvetten Taif undslap, jaget af de russiske dampskibe. Skibet nåede i sikkerhed i Istanbul 2. december.
Dette angreb gav Frankrig og Storbritannien grundlag for at erklære krig mod det Russiske Kejserrige tidligt i 1854 til støtte for det Osmanniske Rige.
Følgende er en liste over skibe, der deltog i Slaget ved Sinope:

## Slagorden

### Russiske Kejserrige

#### Linjeskibe
- Veliky Knyaz Konstantin – 120 kanoner
- Tri Sviatitelia – 120 Kanoner
- Parizh – 120 kanoner (Andet Flagskib)
- Imperatriitsa Maria – 84 kanoner (Flagskib)
- Chesma – 84 kanoner
- Rostislav – 84 kanoner

#### Fregatter
- Kulevtcha – 54 kanoner
- Kagul – 44 kanoner

#### Dampere
- Odessa – 4 kanoner
- Krym – 4 kanoner
- Khersones – 4 kanoner

### Osmanniske Rige

#### Sejlfregatter
- Avni Illah – 44 kanoner
- Fazl Illah – 44 kanoner (Tidligere russiske Rafail, erobret i 1829)
- Nizamieh – 62 kanoner
- Nessin Zafer – 60 kanoner
- Navek Bahri – 58 kanoner
- Damiat – 56 kanoner (Egyptisk)
- Kaid Zafer – 54 kanoner

#### Sejlkorvetter
- Nejm Fishan – 24 kanoner
- Feyz Mabud – 24 kanoner
- Kel Safid – 22 kanoner

#### Dampfregatter/korvetter
- Taif – 12 kanoner
- Erkelye – 10 kanoner

42°01′N 35°09′Ø / 42.02°N 35.15°Ø